# Shkodran Mustafi
Shkodran Mustafi, nemški nogometaš, * 17. april 1992, Bad Hersfeld, Nemčija.
Z nemško reprezentanco je osvojil naslov svetovnega prvaka v nogometu leta 2014 v Braziliji.